# Eumyias panayensis
Eumyias panayensis là một loài chim trong họ Muscicapidae.